# La dosis
La dosis es una película de suspenso psicológico médico argentina de 2020 dirigida por Martín Kraut. Narra la historia de dos enfermeros que a escondidas asesinan a sus pacientes con diferentes métodos. Está protagonizada por Carlos Portaluppi, Ignacio Rogers y Lorena Vega. La película se estrenó mundialmente el 26 de enero de 2020 durante el Festival Internacional de Cine de Róterdam, mientras que su estreno comercial fue el 22 de octubre de 2020 en CINE.AR y CINE.AR Play.

## Sinopsis
Sigue la historia de Marcos, un enfermero con más de 20 años de experiencia que aplica de manera ilegal la eutanasia en algunos pacientes. Sin embargo, un día llega a la clínica un nuevo enfermero llamado Gabriel que descubrirá las prácticas de Marcos y toma control sobre su vida con tal de que nadie más se entere del oscuro secreto que guarda.

## Elenco
- Carlos Portaluppi como Marcos Roldán
- Ignacio Rogers como Gabriel
- Lorena Vega como Noelia
- Arturo Bonín como Kristoff
- Germán de Silva como Gerardo
- Alberto Suárez como Dr. Lorenzo
- Julia Martínez Rubio como Dra. Linares
- Ramiro Vayo como Dr. Bordenave
- Ernesto Rowe como Santis
- Gabriela Pastor como Catalina
- Maitina De Marco como Lucrecia
- Pablo Cano como Lucas
- Gonzalo Martínez como Dr. Duré
- Isidoro Tolcachir como Manuel

## Recepción

### Comentarios de la crítica
La película recibió reseñas positivas por parte de los críticos. Ezequiel Boetti de Página 12 calificó al filme con un 6, destacando que «la ambivalencia, la frialdad y la distancia emotiva están a la orden del día durante los poco más de 90 minutos de metraje de la ópera prima de Kraut». Diego Batlle de Otros cines expresó «La dosis surge como un valioso film que nos lleva del más puro realismo a los extremos más inquietantes del terror psicológico».
En una reseña para La Nación, Paula Vázquez Prieto escribió «es Portaluppi quien sostiene verdaderamente la ambigüedad de la mirada, quien trasmite con precisión las angustias e inseguridades de su personaje, quien trasluce en su gesto la transformación de lo conocido en extrañado». Pablo O. Scholz de Clarín señaló «Kraut acierta en la composición de los personajes; aunque el guion se torna previsible, está allí, en las performances de Portaluppi y Rogers la tensión que incomoda».

### Premios y nominaciones
| Lista de premios y nominaciones | Lista de premios y nominaciones              | Lista de premios y nominaciones | Lista de premios y nominaciones | Lista de premios y nominaciones | Lista de premios y nominaciones |
| Año                             | Organización                                 | Categoría                       | Nominado/a(s)                   | Resultado                       | Ref(s)                          |
| ------------------------------- | -------------------------------------------- | ------------------------------- | ------------------------------- | ------------------------------- | ------------------------------- |
| 2020                            | Festival Internacional de Cine de Heartland  | Premio Heartland - Terror       | La dosis                        | Ganador                         | [ 10 ]                          |
| 2020                            | Asociación de Periodistas de Cine de Indiana | Mejor película internacional    | La dosis                        | Nominado                        | [ 11 ]                          |
| 2021                            | Premios Cóndor de Plata                      | Mejor actor                     | Carlos Portaluppi               | Nominado                        | [ 12 ]                          |
| 2021                            | Premios Cóndor de Plata                      | Mejor actriz de reparto         | Lorena Vega                     | Nominada                        | [ 12 ]                          |